# WonderSwan
WonderSwan (ワンダースワン) es una videoconsola portátil de 16 bits de la compañía Bandai, que fue lanzada en Japón en 1999. Bandai siempre ha estado muy vinculada al manga y al anime, y sobre esta consola se han desarrollado adaptaciones de muchas series de animación japonesas.  Le siguieron dos lanzamientos, la versión con pantalla a color WonderSwan Color y la tercera con aumento de nitidez WonderSwan Crystal. Entre todas las versiones de WonderSwan, Bandai vendió unos 3,5 millones de unidades.

## WonderSwan

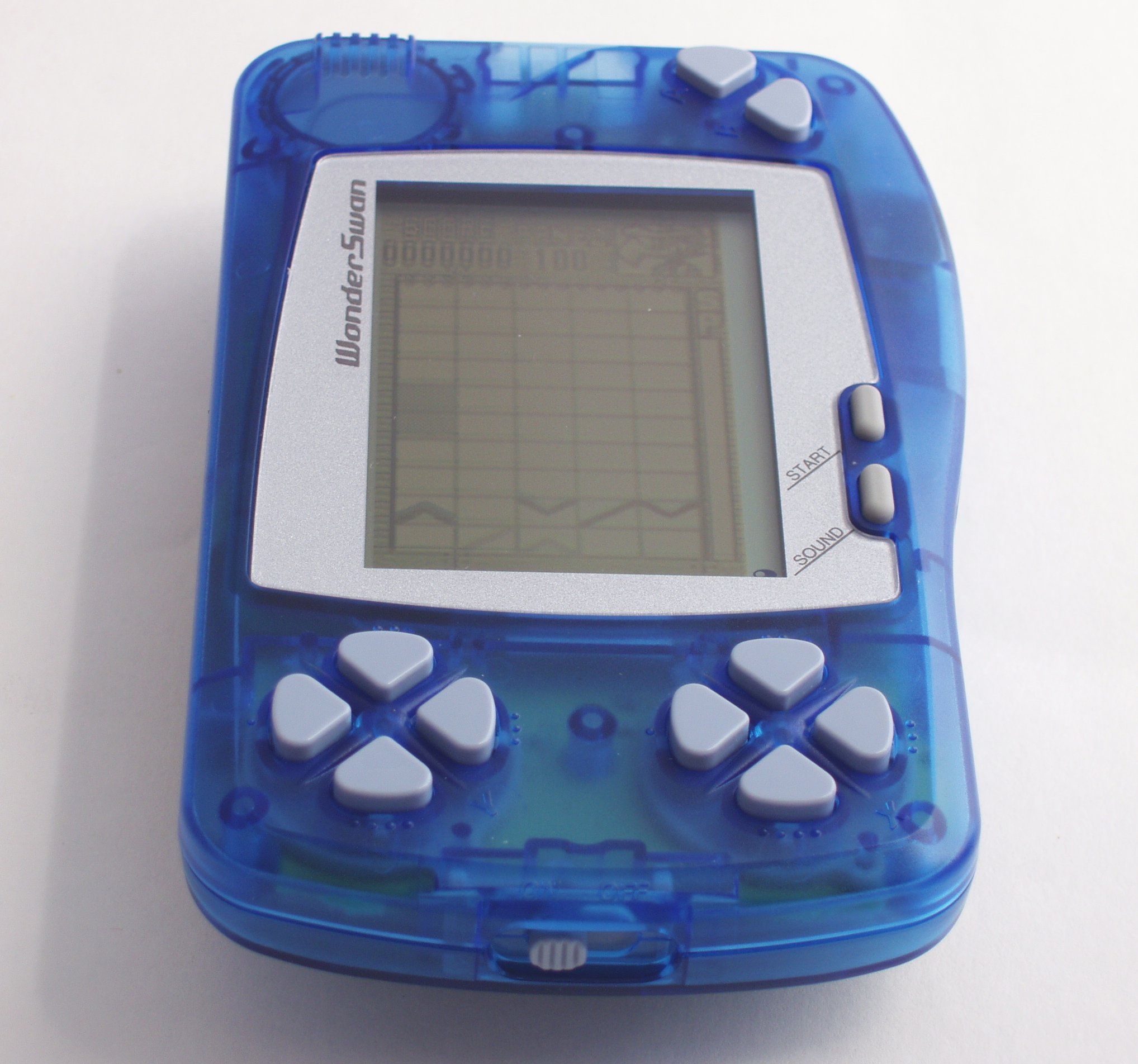
WonderSwan Color

La WonderSwan tuvo un reducido tamaño, una capacidad de cartuchos de hasta 128 megabits (16 megabytes) y larga duración con tan solo una pila (entre 34~40 horas). Como curiosidad a destacar con la WonderSwan, se tiene la posibilidad de jugar a sus juegos en ambos horizontal y vertical; esto es ideal para poder jugar a distintos tipos de juegos como los géneros de Matamarcianos,  de rol o plataformas. La versión original sólo tuvo una pantalla en blanco y negro.
Antes del lanzamiento de la WonderSwan, Nintendo tuvo prácticamente un monopolio en el mercado japonés de videojuegos de mano. Después del lanzamiento de la WonderSwan Color, Bandai tomó cerca del 8% de la cuota del mercado en Japón en parte debido a su bajo precio de ¥6800 yen (aproximadamente $59 dólares estadounidenses).
Otra razón para el éxito de la WonderSwan en Japón fue el hecho de que Bandai consiguió llegar a un acuerdo con Squaresoft para adaptar los juegos de Final Fantasy del Famicom con gráficas y controles mejorados. Sin embargo, con la popularidad del Game Boy Advance y la reconciliación entre Squaresoft y Nintendo, el WonderSwan Color y su sucesor, el SwanCrystal, pierden rápidamente su ventaja competitiva. Retirados en el 2003.

## WonderSwan Color

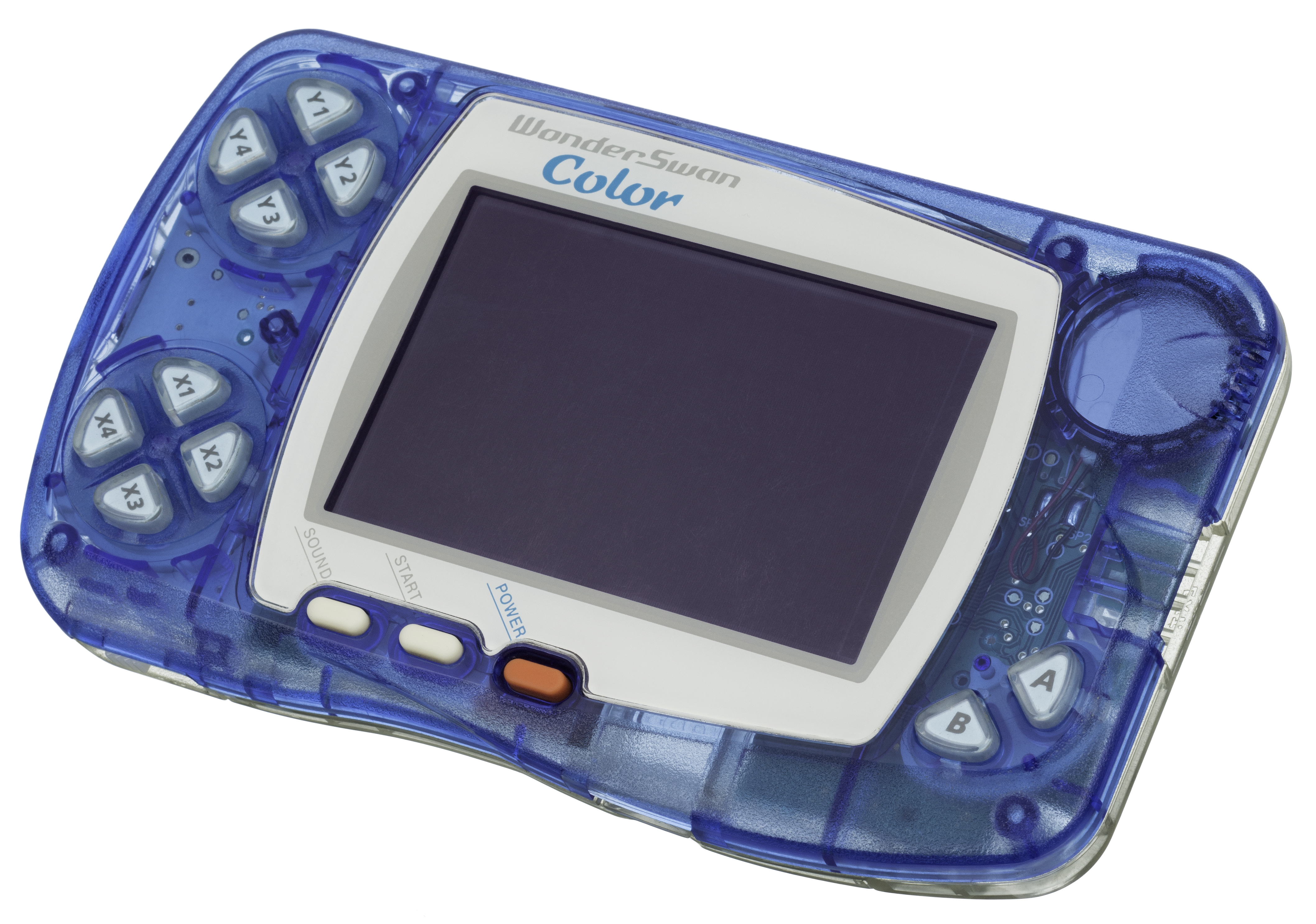
WonderSwan Color

La WonderSwan Color (ワンダースワンカラー Wandāsuwan Karā?) es la versión con pantalla a color y fue lanzada en Japón el 30 de diciembre de 1999, teniendo un éxito moderado. La nitidez de la pantalla en color no llegó al nivel de la pantalla en blanco y negro original hasta la llegada de SwanCrystal, la tercera versión de esta línea de productos, que tuvo con una pantalla TFT sin iluminación, similar a la de la Game Boy Color.  Aunque la WonderSwan Color fue un poco más grande y más pesada (7 milímetros y 2 gramos) en comparación con el WonderSwan original, la versión en color tiene 64K de memoria RAM y una gran pantalla LCD en color. Además, la WonderSwan Color es compatible con la biblioteca de los juegos de la WonderSwan original.

## WonderSwan Crystal

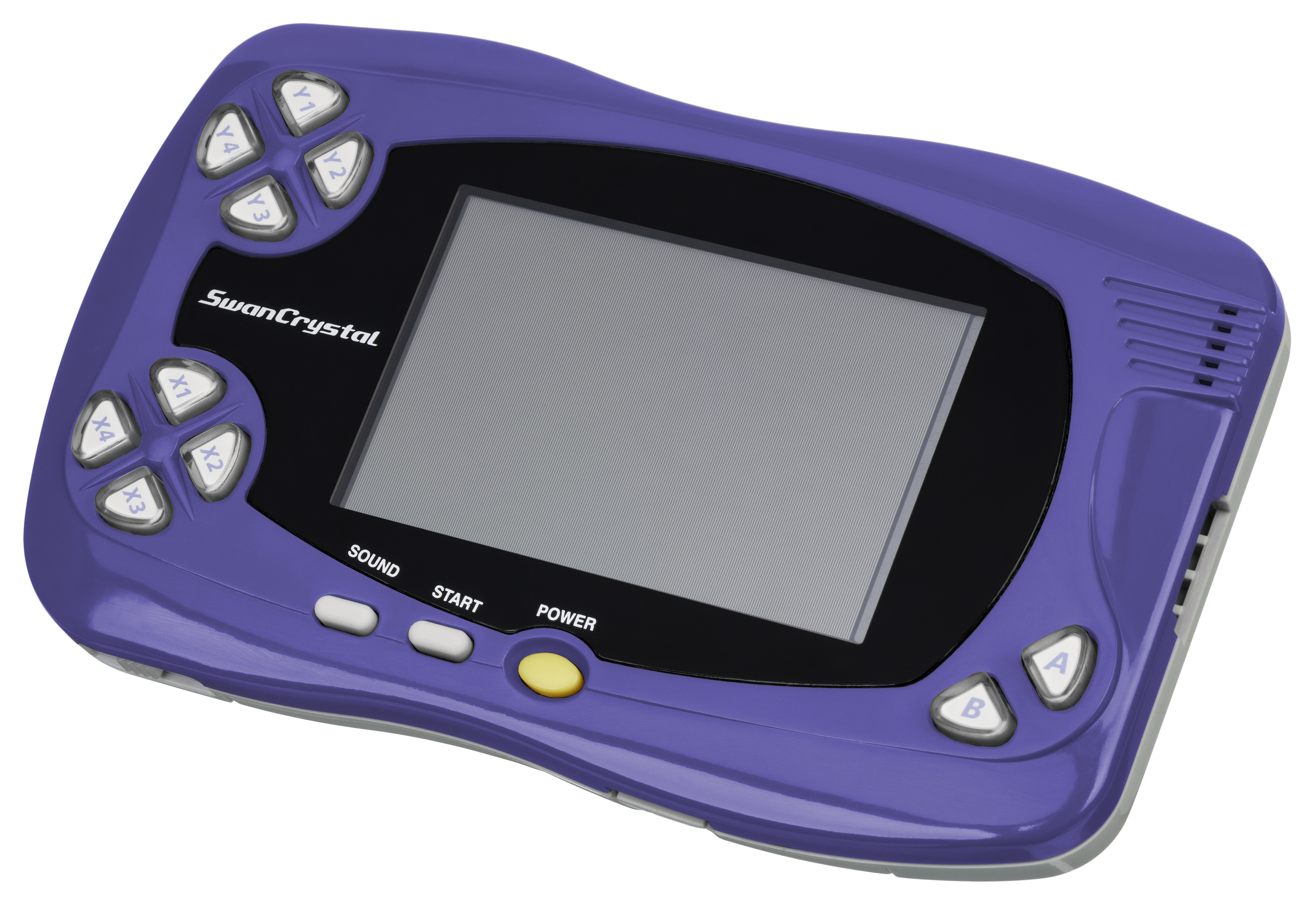
Wonder Swan Crystal

SwanCrystal es la tercera versión de la consola de bolsillo del juego de WonderSwan de Bandai. Fue lanzada al mercado el 16 de noviembre de 2002 en Japón.
Es esencialmente igual que el color de WonderSwan, salvo la aplicación del cristal TFT LCD, superior en tiempo de reacción a la tecnología reflexiva de FSTN LCD usada previamente. Esto da a la pantalla una mejor resolución, debido a un contraste más agudo y a una imagen secundaria perceptiblemente reducida. Debido a este cambio, el cristal no posee el dial de ajuste para el contraste de los otros modelos.
El SwanCrystal es compatible con los juegos para WonderSwan Color y el WonderSwan original. El cristal estaba disponible en cuatro colores: azul, negro, azul violeta y rojo vino. La batería AA proporciona quince horas de juego.

## Especificaciones técnicas
- CPU: SPGY-1003, a 3.072 MHz 16-bit CNEC V30MZ Clon
- Memoria: 64Kbyte VRAM/WRAM (compartida)
- Pantalla:
  - TFT reflectivo
  - 2.8 pulgadas(71 mm) diagonal
  - sin luz de fondo
  - resolución: 224x144 pixeles
  - colores: muestra 241 de 4096 colores disponibles
- Sonido: Altavoz de Sonido monoaural incorporado o estereofónico con el adaptador opcional para los auriculares
- Acoplamiento: Dos jugadores (se necesita adaptador)
- Potencia: una batería AA (~15 horas de juego)
- Tamaño: 127.7 x 77.5 x 24.3 mm
- Peso: 95 g (3.35 oz) incluida batería